# Сарапул
Сарапул (рус. Сарапул) град је у Русији у републици Удмуртија. Према попису становништва из 2010. у граду је живело 101.390 становника.

## Становништво
Према прелиминарним подацима са пописа, у граду је 2010. живело 101.390 становника, 1.751 (1,70%) мање него 2002.
| 1939.  | 1959.  | 1970.  | 1979.   | 1989.   | 2002.   | 2010.   |
| ------ | ------ | ------ | ------- | ------- | ------- | ------- |
| 42.248 | 68.741 | 97.020 | 106.649 | 110.381 | 103.141 | 101.381 |